# Tawang (district)
Tawang is een district in de deelstaat Arunachal Pradesh van India. De hoofdplaats heet eveneens Tawang.

## Geografie en bevolking
Tawang ligt in het noordwesten van de Arunachal Pradesh op een hoogte van 1800 tot 6700 meter; inwoners bevinden zich vooral op de lager gelegen gebieden, waar een koel en gematigd klimaat heerst. In de winter heeft Tawang vaak te maken met hevige sneeuwval.
Bhutan grenst in het westen en de Tibetaanse Autonome Regio in het noorden. In 2001 werden 38.924 inwoners geteld, voornamelijk Monpa, maar ook Bhotia en Adi.

## Geschiedenis
Voorafgaand aan de bouw van het klooster Tawang, werd de regio voornamelijk bevolkt door de Monpa die over het koninkrijk Mon heersten dat zich uitstrekte van Tawang tot Sikkim. Het klooster Tawang werd gebouwd in opdracht van de vijfde dalai lama. De zesde dalai lama werd op vijf kilometer ervandaan geboren.
Tawang maakte deel uit van Tibet totdat de Britten in 1914 de McMahon-linie trokken en het middels het Akkoord van Simla werd toegevoegd aan Brits-Indië. Het kwam effectief onder bestuur van India op 12 februari 1951, toen mjoor R. Khating het Indiase leger leidde en Chinese illegale grondbezitters verdreef.
Tijdens de Chinees-Indiase Oorlog in 1962 viel Tawang korte tijd onder Chinese controle, waarna India het opnieuw innam. China maakt sindsdien aanspraak op het gebied en protesteerde tegen het bezoek van de veertiende dalai lama aan Tawang op 8 november 2009.
In 2005 ondertekenden China en India een akkoord waarin werd afgesproken dat de grenzen zouden blijven waar ze op dat moment waren, maar China kwam daar later op terug.
Vanwege de grensperikelen is er een omvangrijke aanwezigheid van militairen in het gebied.
In augustus 2012 besloot de Indiase overheid 77 extra grensposten in heel Arunachal Pradesh in te stellen. Dit meldde persbureau ANI op 30 augustus 2012.